# Death on the Nile (pel·lícula de 2022)
Death on the Nile és una pel·lícula estatunidenca de misteri dirigida per Kenneth Branagh i amb guió de Michael Green basada en la novel·la homònima de 1937 d'Agatha Christie. La pel·lícula segueix Murder on the Orient Express (2017) i la protagonitza Branagh, que torna a interpretar Hercule Poirot, amb un repartiment format per Gal Gadot, Letitia Wright, Armie Hammer, Annette Bening, Ali Fazal, Sophie Okonedo, Tom Bateman, Emma Mackey, Dawn French, Rose Leslie, Jennifer Saunders i Russell Brand. La pel·lícula és la tercera adaptació de la novel·la de Christie, després de la pel·lícula de 1978 i de l'episodi de la sèrie de televisió Agatha Christie's Poirot. L'argument gira en torn a Poirot, un detectiu mundialment famós, que es veu involucrat en un triangle amorós acabat en assassinat mentre està de vacances a Egipte.
El rodatge va començar el setembre de 2019, es va rodar a uns estudis d'Anglaterra i sobre el terreny a Egipte, i es va completar el desembre.
Death on the Nile s'estrenarà el 18 de desembre de 2020 a Catalunya, després que es posposés del 9 d'octubre.

## Premissa
Hercule Poirot rep l'encàrrec de trobar un assassí mentre és a Egipte de viatge.

## Repartiment
- Kenneth Branagh com a Hercule Poirot
- Gal Gadot com a Linnet Ridgeway-Doyle
- Letitia Wright com a Rosalie Otterbourne
- Armie Hammer com a Simon Doyle
- Annette Bening com a Euphemia
- Ali Fazal com a Andrew Katchadourian
- Sophie Okonedo com a Salome Otterbourne
- Tom Bateman com a Bouc
- Emma Mackey com a Jacqueline de Bellefort
- Dawn French com a Sra. Bowers
- Rose Leslie com a Louise Bourget
- Jennifer Saunders com a Marie Van Schuyler
- Russell Brand com a Dr. Bessner

## Producció

### Desenvolupament
El 2015, el besnet de Christie James Prichard i president d'Agatha Christie Ltd. va expressar el seu entusiasme per les seqüeles, referint-se a la bona col·laboració amb Branagh i l'equip de producció. El maig de 2017, Branagh va expressar interès en fer-ne més si la primera pel·lícula tenia èxit. El 20 de novembre de 2017 es va fer públic que 20th Century Studios estava desenvolupant Death on the Nile com a seqüela de Murder on the Orient Express, també amb guió de Michael Green i amb Kenneth Branagh interpretant Poirot i com a director.
El setembre de 2018, Gal Gadot es va unir al repartiment. Paco Delgado va ser l'escollit per dissenyar el vestuari. L'octubre de 2018, Armie Hammer s'hi va unir i es va confirmar que Tom Bateman tornaria a interpretar el paper de Bouc. L'abril de 2019 s'hi va unir Letitia Wright i l'agost de 2019, Russell Brand. Ali Fazal, Dawn French, Rose Leslie, Emma Mackey, Sophie Okonedo i Jennifer Saunders es van unir al repartiment el setembre de 2019.

### Rodatge
La fotografia principal va començar el 30 de setembre de 2019 als estudis Longcross a Surrey (Anglaterra), i després es va moure a Egipte per gravar sobre el terreny. El rodatge es va acabar el 18 de desembre de 2019.

## Banda sonora
El gener de 2019 es va anunciar que Patrick Doyle, col·laborador habitual a les pel·lícules de Branagh, en seria el compositor.

## Estrena
Death on the Nile està previst que s'estreni als Estats Units el 23 d'octubre de 2020. En principi la seva estrena estava prevista pel 20 de desembre de 2019 però es va posposar al 9 d'octubre de 2020. Després es va tornar a posposar dues setmanes més.

## Projectes de futur
En una entrevista amb Associated Press el desembre de 2017, Branagh va parlar sobre la possibilitat que hi haguessin més pel·lícules, creant potencialment un nou univers cinemàtic de pel·lícules de Poirot.
| «                  | Crec que hi ha opcions, oi? Amb 66 llibres i relats curts i obres de teatre, ella — i ella tot sovint uneix la gent amb els seus propis llibres, d'una manera innata — ella en gaudia. Et sents com si hi hagués un món — com amb Dickens, hi ha tot un món que ella ha creat — certs tipus de personatge que hi viuen — que crec que té opcions reals. | » |
| — Kenneth Branagh, | |   |